# Humedales de Hubei Honghu
Los humedales de Hubei Honshu son una reserva natural y un sitio Ramsar que comprende el lago Hong (348 km2) y los humedales aledaños, al oeste de la ciudad de Honghu y del río Yangtsé, del cual está separado por la ciudad, al sur de la provincia de Hubei, en China. El sitio Ramsar tiene una extensión de 434,5 km2, con centro en las coordenadas 29°50′N 113°19′E.
El Gobierno tuvo que tomar medidas para rehabilitar el lago, que estaba muy dañado por la contaminación. Se construyeron vallas, se retiraron las redes de pesca, se monitorizaron las aguas y se trataron específicamente hasta conseguir que el número de aves pasara de unas dos mil a más de cien mil.

## Fauna
Entre las aves destacan las especies amenazadas ánsar cisnal, cigüeña oriental, serreta china y porrón de Baer, y entre las plantas, el árbol Metasequoia glyptostroboides, conocido como metasecuoya. En el sitio se concentran también ejemplares de cormorán grande, somormujo lavanco, ánsar común, ánsar campestre, ánsar careto y espátula común. 
La abundante vegetación provee hábitat para 139 especies de aves, 62 de peces, 6 de anfibios, 12 de reptiles, 13 de mamíferos, 379 de zooplancton, 472 plantas vasculares y 280 de fitoplancton.